# Cassen (artiste)
Pour les articles homonymes, voir Cassen.
Cast Sendra i Barrufet, connu sous le nom de Cassen, né à Tarragone le 28 octobre 1928 et mort à Barcelone le 4 août 1991, est un acteur et humoriste espagnol.

## Biographie
Il commence sa carrière au Teatre Romea de Barcelone. Il commence à connaître une grande popularité en tant qu'humoriste et rejoint  la RTVE, où il se distingue par son humour.
C'est à cette époque que Luis García-Berlanga le fait débuter au cinéma, notamment dans Plácido (1961).

## Postérité
Il est inhumé au cimetière du Poblenou, à Barcelone.

## Filmographie
- 1984 : La de Troya en el Palmar de José María Zabalza : El Niño del Museo